# Droga wojewódzka nr 227
Droga wojewódzka nr 227 (DW227) – droga wojewódzka w województwie pomorskim o długości 18 km, łącząca Pruszcz Gdański przez Cedry Wielkie z krajową „siódemką” w Cedrach Małych. Droga przebiega w całości na terenie powiatu gdańskiego (gminy: Pruszcz Gdański, Suchy Dąb i Cedry Wielkie).
Dawniej łączyła Wocławy z Pruszczem Gdańskim przez Trutnowy. Od 1 stycznia 2013 r. przebieg drogi został zmieniony – wydłużona została o 2,5 km i łączy Cedry Małe z Pruszczem Gdańskim przez Cedry Wielkie i Trutnowy.   
Od drugiej połowy 2014 do 29 maja 2015 trwała kompleksowa przebudowa tej drogi w granicach Pruszcza Gdańskiego, na całej długości ul. Powstańców Warszawy. W tym celu miasto udzieliło pomocy finansowej samorządowi województwa w wysokości 7 mln zł. Remont obejmował m.in. budowę ronda na skrzyżowaniu z ul. Emilii Plater i wjazdu na teren 49 Bazy Lotniczej.

## Miejscowości leżące przy trasie DW227
- Pruszcz Gdański
- Roszkowo
- Grabiny-Zameczek
- Trutnowy
- Cedry Wielkie
- Cedry Małe